# Преподобни Роман
Преподобни Роман Ђуниски је српски светитељ из 9. века. Православна црква га поштује као светитеља и помиње га 29. (16.) августа. 

## Биографија
Остао је упамћен као велики светитељ и просветитељ Србије 9. века. Народ се, и данас куне у том крају: "Светога ми Романа". Свети кнез Лазар му је подигао манастиру светог Романа код Ђуниса  Његове мошти почивају у манастиру светог Романа. Велики број верних посећује манастир светог Романа и узносе молитве пред његовим моштима, добијајући исцељење за многе тешке болести. 
Тропар
Као пустињски житељ и у телу Анђео и чудотворац, показао си се богоносни оче наш Романе. Постом, бдењем и молитвама, небеске дарове си примио, исцељујући болести оних који ти са вером долазе. Слава Ономе који ти је дао снагу, који те је прославио и који кроз тебе дарује свима исцељење.
Кондак
Заволевши Христов Крст, оче свети, Крст свој си на себе узео, крсним знамењем све силе непријатељске си победио, и венац од Христа примио, крстоносни Романе.
Молитва Светом Роману
"Теби, угодниче Бога живога, Романе чудотворче, који си испунио закон Бога и спаса нашега Исуса Христа и добио од Њега живот вечни; клањамо се с љубављу и благодаримо Ти са смирењем, за премнога Твоја чудесна дела, којима си помогао немоћним људима, и прославио име Господа и спаса свога. Амин."
Ову молитву Светог Романа 29. августа, на истоимени празник, у манастиру у Ђунису, с вером у Бога и искром наде у срцу, изговара на хиљаде верника.